# Дин, Уильям (инженер)
Уильям Дин (англ. William Dean, 8 января 1840 – 24 сентября 1905) — английский железнодорожный инженер. С 1877 по 1902 год — главный инженер локомотивной тяги Большой западной железной дороги. Спроектировал такие знаменитые типы паровозов, как «Герцоги», «Бульдог» и исключительно долговечные GWR 2301 Class.

## Личная жизнь
Был вторым сыном Генри Дина, управляющего мыловаренной фабрикой Хоуса в Нью-Кроссе (Лондон). Учился в школе Почтенной Гильдии лондонских Галантерейщиков, в гильдии состоял до конца своих дней.
В 1865 году женился, имел двух дочерей (обеих он пережил) и сына, вскоре после рождения которого жена умерла. Женился во второй раз в 1878 году и вновь овдовел в 1889-м.
В последние годы на посту главного инженера болел, и всё больше его повседневных обязанностей исполнял Д. Д. Чёрчуорд. В 1902 году Дин вышел на пенсию и поселился в купленном ему доме в Фолкстоне, где три года спустя умер.
В честь Дина названа улица в Суиндоне неподалёку от завода, на которой жили работники GWR.

## Карьера на GWR
С пятнадцати до двадцати трёх лет Дин был подмастерьем у Джозефа Армстронга на паровозостроительном заводе GWR на Стаффорд-роуд в Вулвергемптоне. В течение этого срока посещал вечерний Вулвергемптонский рабочий колледж, где преуспевал по математике и инженерии. В 1863 году стал главным помощником Джозефа Армстронга.
В 1864 году Джозеф Армстронг был повышен в должности до главного инженера локомотивной тяги GWR и перешёл на завод в Суиндоне. В Вулвергемптоне на посту паровозного суперинтенданта Северного дивизиона дороги его сменил младший брат Джордж Армстронг, а Дин был при нём управляющим Вулвергемптонского завода. В 1868 году Уильям Армстронг забрал Дина своим главным помощником в Суиндон. В 1877 году Армстронг-старший внезапно умер от сердечного приступа, и Дин стал его преемником на посту главного инженера тяги.
В это время на GWR ещё широко использовалась брюнелевская 7-футовая широкая колея, которую постепенно перешивали на стандартную. На руководство Дина пришлась окончательная перешивка дороги в 1892 году, и свои паровозы широкой колеи он проектировал так, чтобы их было легко переделать на стандартную.